# Westhemmerde
Westhemmerde ist ein Stadtteil der westfälischen Stadt Unna im gleichnamigen Kreis mit etwa 100 Einwohnern.

## Geographie

### Lage
Westhemmerde ist eines der Hellwegdörfer im Osten der Stadt Unna.

### Nachbargemeinden
Westhemmerde grenzte im Jahr 1967, im Norden beginnend im Uhrzeigersinn, an die Gemeinden Bramey-Lenningsen, Flierich, Hemmerde, Siddinghausen, Stockum und Lünern (alle im Kreis Unna).

## Geschichte
Westhemmerde gehörte im Spätmittelalter und der Frühen Neuzeit in eigener Bauerschaft (Westhemmedern) im Amt Unna zur Grafschaft Mark. Laut dem Schatzbuch der Grafschaft Mark von 1486 hatten die 14 Steuerpflichtigen in der Bauerschaft zwischen 1 und 6 Goldgulden an Abgabe zu leisten. Größter Steuerzahler war Lambert Horleman mit 6 Goldgulden. Im Jahr 1705 waren in der Bauerschaft West Hemmerde 10 Steuerpflichtige mit Abgaben an die Rentei Hamm im Kataster verzeichnet.
Im 19. Jahrhundert gehörte die Landgemeinde Westhemmerde bei der Errichtung der Ämter in der preußischen Provinz Westfalen zum Amt Unna, dann zum Amt Unna-Kamen im Kreis Hamm. Im Jahr 1885 gab es in der Landgemeinde Westhemmerde auf 337 ha Fläche, davon 216 ha Ackerland, 27 ha Wiesen und 29 ha Holzungen, 1 Wohnplatz, 17 Wohnhäuser mit 20 Haushaltungen und 136 Einwohner.
Anlässlich der Auskreisung der Stadt Hamm am 1. April 1901 wurde aus dem Kreis der Landkreis Hamm. Nach einer Gebietserweiterung im Jahr 1929 wurde dieser im Oktober 1930 in Kreis Unna umbenannt. Am 1. Januar 1968 wurden durch das Gesetz zur Neugliederung des Landkreises Unna die bisherigen Gemeinden Afferde, Billmerich, Hemmerde, Kessebüren, Lünern, Massen, Mühlhausen, Siddinghausen, Stockum, Uelzen und Westhemmerde mit der Stadt Unna zusammengeschlossen. Das bisherige Amt Unna-Kamen wurde aufgelöst. Innerhalb der Stadt Unna gehört Westhemmerde, wie auch Siddinghausen, zur Ortschaft Hemmerde.

## Einwohnerentwicklung

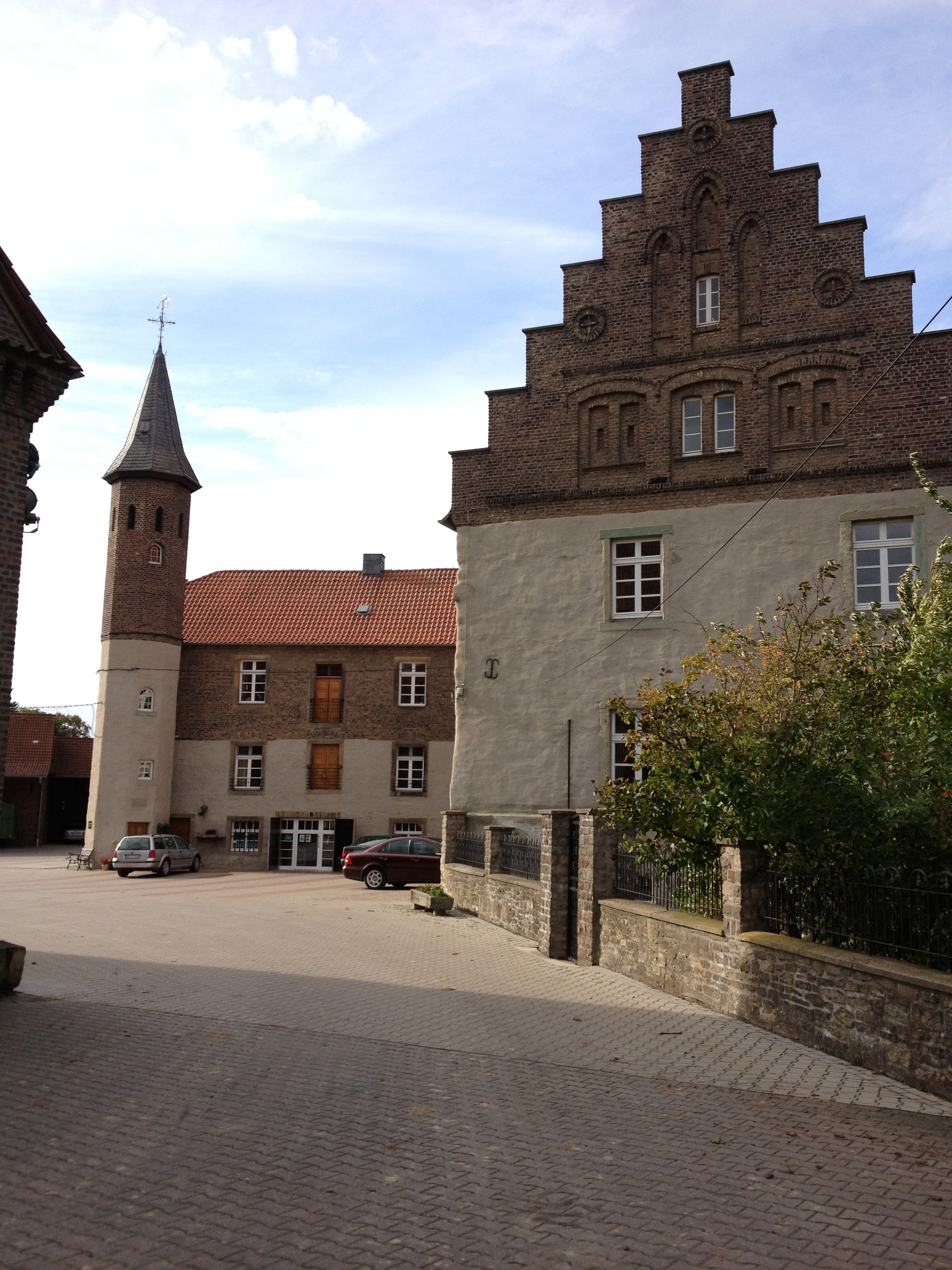
Haus Westhemmerde

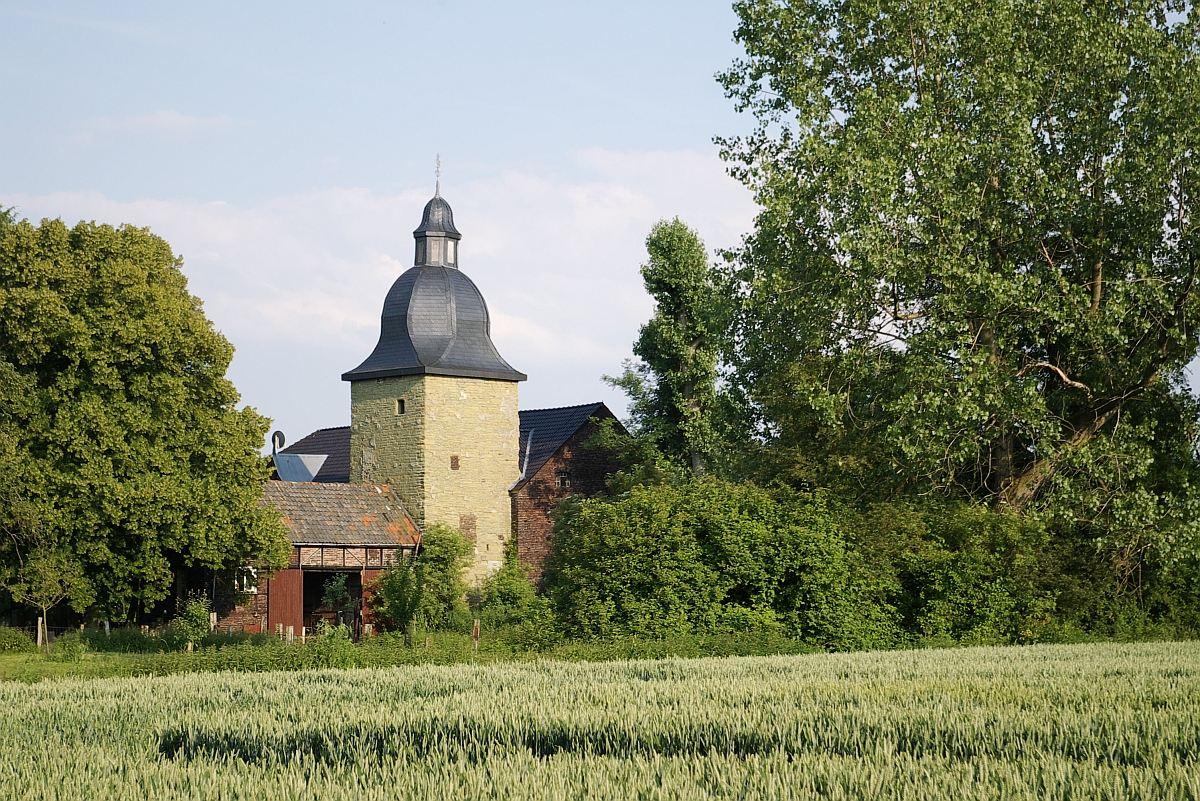
Haus von der Recke

| Jahr | Einwohner |
| ---- | --------- |
| 1849 | 143       |
| 1910 | 117       |
| 1931 | 111       |
| 1956 | 148       |
| 1961 | 108       |
| 1967 | 089       |
| 1987 | 095       |
| 2013 | 099       |

## Sehenswürdigkeiten
- Haus Westhemmerde, ehemaliger Adelssitz
- Wehrturm und Torhaus des Hauses von der Recke, ehemaliger Adelssitz
- Circa 800 Meter nordöstlich des Dorfes befand sich Haus Broel.

## Verkehr
Die Landesstraße L 881 verbindet Westhemmerde im Norden mit Lenningsen und im Süden mit Siddinghausen, Bausenhagen, Stentrop und Frohnhausen.
Auf der Kreisstraße K 38 gelangt man zu den anderen Hellwegdörfern (Stockum, Lünern, Uelzen und Mühlhausen im Westen sowie Hemmerde im Osten) und darüber hinaus nach Hilbeck und Allen.
Auf einem gut ausgebauten, straßenbegleitenden Geh- und Radweg ist Westhemmerde an Hemmerde angebunden.
Per Linienbus ist Westhemmerde aus Richtung Unna und Hemmerde zu erreichen, eingeschränkt auch aus Siddinghausen.